# Молодіжна збірна Аргентини з футболу
Молодіжна збірна Аргентини з футболу представляє Аргентину на молодіжних змаганнях з футболу. На відміну від європейських збірних, максимальний вік гравців в цій команді не повинен перевищувати 20 років.

## Виступи на молодіжному ЧС
| Молодіжний чемпіонат світу | Молодіжний чемпіонат світу | Молодіжний чемпіонат світу | Молодіжний чемпіонат світу | Молодіжний чемпіонат світу | Молодіжний чемпіонат світу | Молодіжний чемпіонат світу | Молодіжний чемпіонат світу | Молодіжний чемпіонат світу |
| Рік                        | Раунд                      | І                          | В                          | Н*                         | П                          | ГЗ                         | ГП                         |                            |
| -------------------------- | -------------------------- | -------------------------- | -------------------------- | -------------------------- | -------------------------- | -------------------------- | -------------------------- | -------------------------- |
| 1977                       | не кваліфікувалась         | -                          | -                          | -                          | -                          | -                          | -                          |                            |
| 1979                       | Чемпіон                    | 6                          | 6                          | 0                          | 0                          | 20                         | 2                          |                            |
| 1981                       | Груповий етап              | 3                          | 1                          | 1                          | 1                          | 3                          | 3                          |                            |
| 1983                       | 2 місце                    | 6                          | 5                          | 0                          | 1                          | 13                         | 2                          |                            |
| 1985                       | не кваліфікувалась         | -                          | -                          | -                          | -                          | -                          | -                          |                            |
| 1987                       | не кваліфікувалась         | -                          | -                          | -                          | -                          | -                          | -                          |                            |
| 1989                       | Чвертьфінал                | 4                          | 1                          | 0                          | 3                          | 3                          | 4                          |                            |
| 1991                       | Груповий етап              | 3                          | 0                          | 1                          | 2                          | 2                          | 6                          |                            |
| 1993                       | Дискваліфікація            | -                          | -                          | -                          | -                          | -                          | -                          |                            |
| 1995                       | Чемпіон                    | 6                          | 5                          | 0                          | 1                          | 12                         | 3                          |                            |
| 1997                       | Чемпіон                    | 7                          | 6                          | 0                          | 1                          | 15                         | 7                          |                            |
| 1999                       | 1/8 фіналу                 | 4                          | 1                          | 1                          | 2                          | 2                          | 5                          |                            |
| 2001                       | Чемпіон                    | 7                          | 7                          | 0                          | 0                          | 27                         | 4                          |                            |
| 2003                       | 4 місце                    | 7                          | 5                          | 0                          | 2                          | 12                         | 8                          |                            |
| 2005                       | Чемпіон                    | 7                          | 6                          | 0                          | 1                          | 12                         | 5                          |                            |
| 2007                       | Чемпіон                    | 7                          | 6                          | 1                          | 0                          | 16                         | 2                          |                            |
| 2009                       | не кваліфікувалась         | -                          | -                          | -                          | -                          | -                          | -                          |                            |
| 2011                       | Чвертьфінал                | 5                          | 3                          | 2                          | 0                          | 6                          | 1                          |                            |
| 2013                       | не кваліфікувалась         | -                          | -                          | -                          | -                          | -                          | -                          |                            |
| 2015                       | Груповий етап              | 3                          | 0                          | 2                          | 1                          | 4                          | 5                          |                            |
| 2017                       | Груповий етап              | 3                          | 1                          | 0                          | 2                          | 6                          | 5                          |                            |
| 2019                       | 1/8 фіналу                 | 4                          | 2                          | 1                          | 1                          | 10                         | 6                          |                            |
| 2023                       | 1/8 фіналу                 | 4                          | 3                          | 0                          | 1                          | 10                         | 3                          |                            |
| Разом                      | 17/23                      | 86                         | 58                         | 9                          | 19                         | 173                        | 71                         |                            |

- — країна-господар фінального турніру

## Досягнення
- Молодіжний чемпіонат світу:
  -  Чемпіон (6): 1979, 1995, 1997, 2001, 2005, 2007
  -  Віце-чемпіон (1): 1983

- Молодіжний чемпіонат Америки
  -  Чемпіон (5): 1967, 1997, 1999, 2003, 2015
  -  Віце-чемпіон (6): 1958, 1979, 1991, 1995, 2001, 2007

## Індивідуальні досягнення гравців
На молодіжних чемпіонатах світу:
| Рік  | Золотий м'яч   | Золота бутса   |
| 1979 | Дієго Марадона | Рамон Діас     |
| 2001 | Хав'єр Савіола | Хав'єр Савіола |
| 2005 | Ліонель Мессі  | Ліонель Мессі  |
| 2007 | Серхіо Агуеро  | Серхіо Агуеро  |
| ---- | -------------- | -------------- |